# ちょいのりバス
ちょいのりバスは、かつて兵庫県明石市が運行していたコミュニティバス。山陽バスへ運行を委託していた。正式名称は、明石市都心循環バス「ちょいのりバス」。明石市市西部を運行する「tacoバス」は地域密着路線であるが、こちらは観光色の強い路線であった。2009年2月より社会実験運行を行ったが、同年末に運行終了。本格運行には至らなかった。

## 概要
- 2009年（平成21年）2月21日より運行開始。なお同年2月中は試運転とPRのため運賃無料であった[1]。
- 2009年（平成21年）12月31日をもって社会実験運行終了。
- 2010年（平成22年）2月現在、運行休止中扱いであるが、バス停留所などの施設が撤去されており廃止状態であった。
- 2010年（平成22年）4月6日、明石市ホームページにて運行受託事業者を再公募した[2]。

## 運行日・運行時間
- 2009年（平成21年）秋頃までの金曜・土曜・日曜・祝日に運行予定としていた。
- 8時45分から16時45分（始発基準）の間、約40分間隔で運行されていた。
- 通常の最終便は13便。2009年（平成21年）7月10日 - 8月30日の期間限定で、臨時で14便・15便が運行していた。
- 2009年（平成21年）12月1日より明石市立天文科学館が休館のため、12月の運行期間中は「天文科学館」停留所には停車しなかった。

## 運賃
- 運賃は全線均一で、大人100円、小人50円。障害者手帳の提示で50円となる。運賃は降車時に支払う。
- 1日フリーパスを、大人300円、小人150円で発売。バス車内または山陽明石駅構内「ご案内センター」で販売していた。
  - 当初の運賃は大人200円、小人100円、1日フリーパスは大人500円、小人250円であった。
- 企画乗車券「三宮・姫路1dayチケット」「阪神・山陽シーサイド1dayチケット」も利用できた。
- ICOCAやPiTaPaなどの交通系ICカードは利用できなかった。

## 路線
循環型ルートを採用していた。
- 龍の湯 - 大蔵海岸公園 - 明石市民会館 - たこフェリーのりば - 淡路ジェノバラインのりば - 魚の棚東 - 明石駅 - 明石市立文化博物館 - 明石公園 - 明石市立天文科学館 - 人丸前駅 - アスピア明石東 - 明石駅 - 魚の棚西 - 淡路ジェノバラインのりば - たこフェリーのりば - 明石市民会館 - 大蔵海岸公園 - 龍の湯

### 鉄道接続駅
- 山陽電車 - 山陽明石駅、人丸前駅
- JR西日本 - 明石駅

## 車両
専用車両として、日野・リエッセを2台（神戸200か2969・2970）使用していた。ステップリフトバスで車椅子での乗車も可能であった。カラーリングは白地に明石海峡大橋など明石市の風物をイラストで車体全面に描いた専用デザインであった。